# Dirt (album d'Alice in Chains)
Pour les articles homonymes, voir Dirt.
Albums de Alice in Chains
Sap
(1992) Jar of Flies
(1994)
Singles
1. Would?
Sortie : 7 juin 1992
2. Them Bones
Sortie : 8 septembre 1992
3. Angry Chair
Sortie : 6 décembre 1992
4. Rooster
Sortie : 15 mars 1993
5. Down in a Hole
Sortie : 30 août 1993

Dirt est le deuxième album studio du groupe de rock américain Alice in Chains, originaire de Seattle. Il est sorti le 29 septembre 1992 sur le label Columbia et a été produit par Dave Jerden et le groupe.
C'est l'album qui contribua à la renommée du groupe, Dirt est souvent cité par comme étant le meilleur album du groupe et un classique de l'âge d'or du grunge. Il a été enregistré alors que son chanteur Layne Staley souffrait d'une dépendance à l'héroïne, la musique sombre et torturée de l'album a aidé à devenir un succès. Il a atteint la sixième position dans le Top 200 du Billboard et serait certifié disque de platine par la Recording Industry Association of America deux mois après sa sortie puis, quelques années plus tard, quintuple disque de platine.
Dirt a été très bien accueilli par la critique et par le public, et fut nommé pour un Grammy Award de la meilleure performance vocale hard rock en 1992.
Il est le dernier album avec le bassiste Mike Starr, ce-dernier quittant le groupe pendant la tournée de promotion. Il sera remplacé par Mike Inez que le groupe rencontra alors qu'il faisait la première partie d'Ozzy Osbourne.

## Contexte
Après avoir obtenu un disque d'or pour son premier album Facelift, le groupe gagne en popularité notamment en raison du succès de Nirvana avec la sortie de Nevermind en 1991, qui est en partie responsable de la qualification d'Alice in Chains en tant que groupe alternatif, par opposition à l’audience des groupes de heavy metal lors des premières tournées. Ainsi, en 1992, le groupe sort un EP composé de sessions acoustiques nommé Sap, avec la participation sur l'album de Ann Wilson de Heart, Chris Cornell de Soundgarden et Mark Arm de Mudhoney.
Durant la même année, le groupe fait ses premiers pas au cinéma dans le film Singles de Cameron Crowe. Il y interprète le groupe dans le bar et joue It Ain't Like That et une chanson inédite, Would?, qui est sortie en tant que single pour la bande originale du film. Le groupe a envoyé en 1991, une démo de dix chansons (dont certaines vont apparaître plus tard sur l'album Dirt, et d'autres sur l'EP Sap) et Would? a été choisie et ré-enregistrée pour intégrer pour la bande-originale du film.
Would? a été bien accueillie et gagne un MTV Video Music Awards en 1993 comme le meilleur clip. La chanson est considérée comme l'un des hymnes du grunge et de la génération X et laisse entrevoir la sortie d'un nouvel album. Fin 1991, le groupe présente au public les chansons Sickman et Junkhead.
Après la sortie du single, Alice in Chains commence à enregistrer le successeur de Facelift, sans aucune pression ou ingérence du label.

## Production

### Enregistrement
Les membres du groupe ont commencé à répéter les titres de l'album à Los Angeles. En avril 1992, ils entrent en studio avec le producteur Dave Jerden qui avait déjà travaillé avec le groupe lors de leurs précédents travaux.
Tom Araya, le chanteur de Slayer, a été invité à participer à un jeu de Jerry Cantrell avec un riff qu'il jouait constamment et qui irritait les autres membres du groupe, en chantant sur le morceau intitulé Iron Gland (en référence au titre Iron Man de Black Sabbath). Dans un premier temps, Ayara pensait que l'idée était idiote mais a été convaincu quand Cantrell a dit que c'était exactement la raison pour laquelle il a dû chanter. Le titre n'est apparu sur l'album qu'après que Cantrell promit de ne plus jamais jouer à nouveau le riff.
Pendant les enregistrements, les relations entre Staley et le producteur Dave Jerden se sont dégradées en raison de l'état d'ébriété de Staley durant les enregistrements, ce qui aurait créé des tensions. Plus tard, Jerden a commenté « Quel est mon travail en tant que producteur ? Produire un disque. Je ne suis pas payé pour être un ami de Layne ».
Les séances ont pris fin en mai de la même année. L'album a été mixé par Jerden à Eldorado et le mastering a été réalisé par Eddy Scheryer et Steve Hall à Future Disc à Hollywood. En post-production, treize chansons ont été considérées pour l'inclusion sur l'album, dont seulement douze ont été retenues pour la version finale, avec l'ajout au dernier moment de Would?.

### Musique
Contrairement à Facelift, Dirt marque l'abandon des sonorités glam metal que le groupe possédait en début de carrière et quelques chansons qui imprégnaient l'album précédent. Le son est plus lourd et plus orienté vers le heavy metal mais suffisant pour être étiqueté grunge, ce qui est une évolution naturelle du son du groupe. Une différence majeure est  présente : c'est la ballade Down in a Hole. Le guitariste Jerry Cantrell est le principal compositeur, en grande partie sur l'ensemble de l'album mais il y a également une grande participation des autres membres du groupe et en particulier Layne Staley, qui a écrit et composé les titres Angry Chair et Hate to Feel. De la collaboration conjointe de l'ensemble du groupe est sortie la chanson Rain When I Die, visiblement différente du reste de l'album. Steve Huey de AllMusic a décrit le ton de l'album comme « un assemblage brisé et hanté par des paysages dévastés ».
Les chansons de l'album comportent des paroles sur l'amour sur Down in a Hole et Rain When I Die, même si le thème principal de l'album est la dépendance à la drogue : Sickman, Junkhead, Dirt, God Smack, Hate to Feel et Angry Chair sont basées sur les expériences de Staley avec l'héroïne et forment un semi-concept.
D'autres sujets sont abordés dans cet album, tels que la mort sur le titre Them Bones, qui exorcise les démons de Cantrell, Would?, basée sur la mort du chanteur Andrew Wood du groupe Mother Love Bone, Dam That River, inspirée d'un combat entre Cantrell et Kinney, et Rooster, se basant sur les expériences du père de Cantrell qui a combattu durant la Guerre du Viêt Nam.
La moitié de l'album est composée pendant la tournée de Clash of the Titans, sauf (Dirt qui a été écrite un an et demi avant l'enregistrement de l'album et Rooster qui est plus ancien, et présentées au public lors de la tournée de 1990 avec Iggy Pop), tandis que l'autre moitié a été écrite et composée un mois avant l'enregistrement.

## Publication et promotion

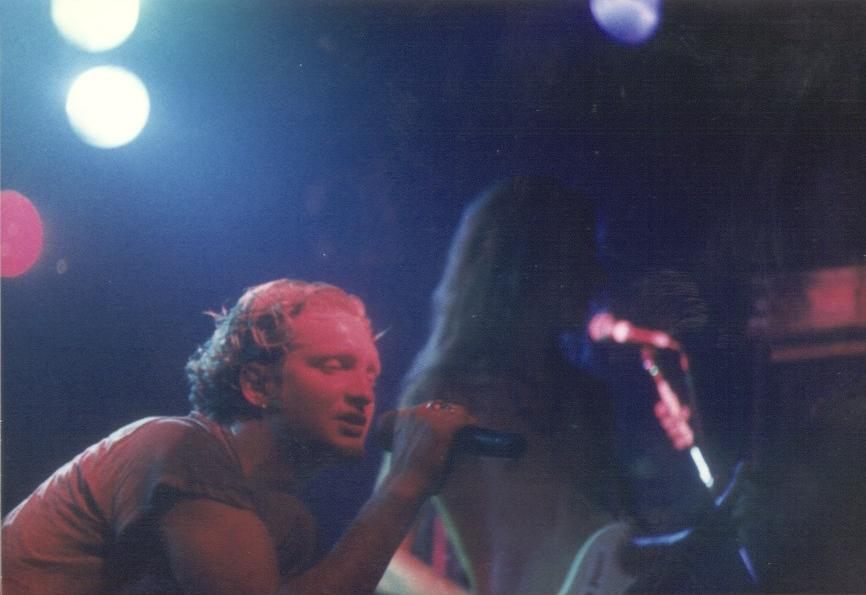
Alice in Chains à Chicago

Le premier clip réalisé pour la promotion de l'album est Them Bones par Rocky Schenck à Los Angeles. Le clip montre le groupe jouant dans une vallée avec diverses images en rapport avec le thème de la chanson.
Le groupe commence la tournée pour promouvoir l'album quelques jours avant la sortie de ce dernier, y compris pour le lancement du film Singles, en jouant Junkhead et Would?. Dirt sort le 29 septembre 1992.
Le clip Angry Chair est réalisé par Matt Mahurin en décembre 1992,, en continuant le chemin déjà ouvert avecThem Bones et d'accroître encore la popularité du groupe. Il continue à produire des vidéos : Rooster de Mark Pellington en août 1993 et Down in a Hole, filmé par Nigel Dick à Palm Springs et dédié à Chuck, chien défunt de Mike Inez.

## Tournée

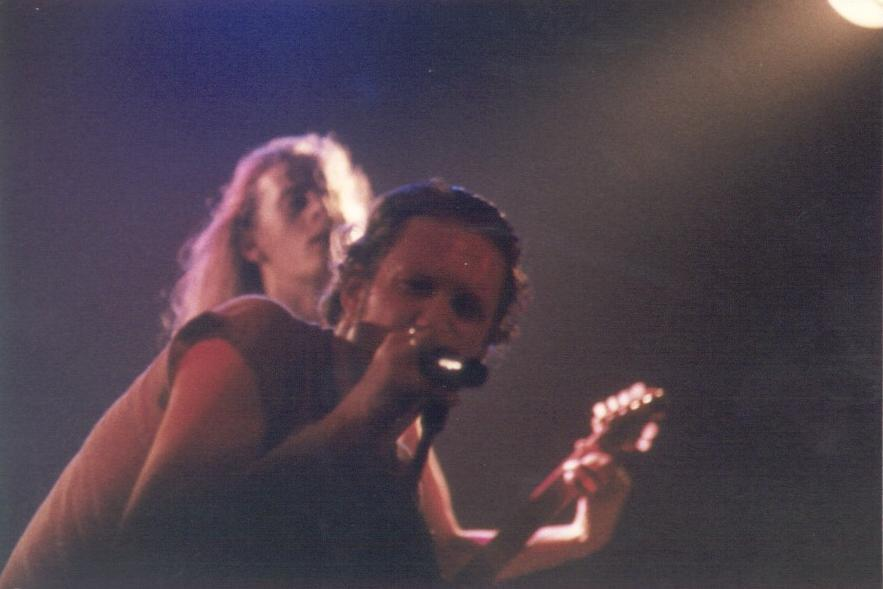
Layne Staley et Jerry Cantrell en tournée pour promouvoir Dirt.

Après quelques petits concerts, Alice in Chains entreprend une tournée de trois mois avec Ozzy Osbourne aux États-Unis, dans laquelle Layne Staley s'est cassé le pied et continuait d'effectuer les concerts avec le groupe dans un fauteuil roulant et en béquilles.
Elle est suivie d'une tournée sur la côte ouest des États-Unis, avec Screaming Trees et Gruntruck
Avant de partir pour l'Europe, le groupe effectue un bref mais remarquable passage par le Brésil, en se produisant au festival Hollywood Rock à Rio de Janeiro et São Paulo. Ces dates sont les dernières avec le bassiste Mike Starr qui quitte le groupe en raison de la fatigue des nombreuses tournées. Le groupe convoque alors le bassiste du groupe Ozzy Osbourne, Mike Inez, pour le remplacer.
Durant l'été 1993, le groupe participe au festival alternatif Lollapalooza, aux côtés de groupes comme Primus, Tool, Rage Against the Machine et Babes in Toyland, confirmant Inez comme le nouveau bassiste. Le groupe a été bien reçu au festival[réf. nécessaire].
Le groupe fait une courte tournée de six semaines appelée Down in a Hole Tour aux États-Unis, en Europe, au Japon et en Australie , avec en première partie My Sister's Machine (en), Sweetwater, Tad, The Poor Boys (en) et Suicidal Tendencies, terminant la promotion de l'album en octobre 1993. Durant cette tournée, le titre Iron Gland servait d'introduction aux concerts.

## Artwork
L'artwork de Dirt a été réalisé par Marie Maurer (direction et effets), Doug Erb (conception) et David Coleman (logo), alors que l'image a été réalisé par Rocky Schenck. La couverture de l'album montre une femme enterrée dans un désert en érosion avec en arrière-plan des canyons avec un ciel orange. Contrairement à ce qui est communément dit, la modèle qui a posé pour la photo de couverture n'est pas l'ancienne petite amie de Layne Staley, Demri Parrott mais l'actrice Mariah O'Brien. Une version alternative de la couverture sans la femme, même si ses vêtements et les cheveux restent, est présentée sur le deuxième disque de la compilation Music Bank. Sur la pochette arrière, la liste des chansons (sans Iron Gland) sur une photo de Mike Starr, Layne Staley et Sean Kinney torse nu avec Jerry Cantrell au fond étendant les bras. Le livret comprend des photos du groupe, les paroles et la conception iconique du soleil faite par Staley, sur un fond rouge. Seuls les singles de Would?, Them Bones et Angry Chair utilisé des images de la séance photo de Dirt.

## Réception
Dirt a été chaleureusement accueilli par le public et il est allé jusqu'à la sixième place du Top 200 du Billboard 200. L'album est resté dans le classement pendant 102 semaines. Moins de deux mois plus tard, il est certifié disque de platine et au fil des années, il est certifié quadruple disque de platine. Layne Staley a commenté qu'il n'était pas surpris de la réception de l'album qu'il a considéré comme « accessible et acceptable », imaginant que l'album serait dans les dernières positions des chartes et augmenterait progressivement comme c'est arrivé avec Facelift. Les critiques ont acclamé l'album, même si beaucoup ont critiqué le contenu de l'album comme étant « pro-héroïne ». Staley a commenté en disant que l'album était « contre », même si « certaines personnes ont compris de quoi il s'agit, elles ont compris un mauvais message ». Finalement, il y avait des rumeurs que Staley était toxicomane, ce qui l'a amené à refuser certaines interviews. Les relations entre la presse et le chanteur se sont détériorées au fil des années, confirmant les rumeurs[Quoi ?].
Dirt a remporté plusieurs titres, y compris l'album de l'année par le magazine Spin et également par le magazine Kerrang. Virgin Books a donné la note maximale à l'album dans son Virgin Encyclopedia of Popular Music, mais AllMusic, Rolling Stone, Ultimate Guitar et Q. ont également fait éloge de l'album. En 2000, Dirt a été considéré comme l'un des 100 albums les plus importants des années 1990 par le magazine Visions et, aujourd'hui encore, est considéré comme l'album le plus important de la discographie du groupe,,. Raw Magazine a déclaré que l'album est « probablement l'un des albums les plus importants qui à émerger ces derniers temps, parce que c'est un album extrêmement personnel ».
Dirt a également marqué la rupture entre Alice in Chains et le producteur Dave Jerden, en particulier avec Layne Staley, et choisi de travailler sur leurs albums suivants avec Toby Wright. Malgré cela, Alice in Chains retravaille de nouveau et brièvement avec le producteur en 1998 pour enregistrer Get Born Again et Died pour la compilation Music Bank. Toutefois, après avoir désaccord, le groupe a décidé de continuer à enregistrer avec le producteur Toby Wright.

## Liste des titres
| No  | Titre                                                  | Auteur                                          | Durée |
| --- | ------------------------------------------------------ | ----------------------------------------------- | ----- |
| 1.  | Them Bones                                             | Jerry Cantrell                                  | 2:30  |
| 2.  | Dam That River                                         | Cantrell                                        | 3:09  |
| 3.  | Rain When I Die                                        | Cantrell, Layne Staley, Sean Kinney, Mike Starr | 6:03  |
| 4.  | Sickman                                                | Cantrell, Staley                                | 5:29  |
| 5.  | Rooster                                                | Cantrell                                        | 6:14  |
| 6.  | Junkhead                                               | Cantrell, Staley                                | 5:09  |
| 7.  | Dirt                                                   | Cantrell Staley                                 | 5:16  |
| 8.  | God Smack                                              | Cantrell, Staley                                | 3:56  |
| 9.  | Iron Gland (non listé, ou listé en tant qu'"Untitled") |                                                 | 0:43  |
| 10. | Hate to Feel                                           | Staley                                          | 5:16  |
| 11. | Angry Chair                                            | Staley                                          | 4:47  |
| 12. | Down in a Hole                                         | Cantrell                                        | 4:49  |
| 13. | Would?                                                 | Cantrell                                        | 3:26  |

### Autres versions
1. Them Bones (Cantrell) – 2:30
2. Dam That River (Cantrell) – 3:09
3. Rain When I Die (Cantrell, Staley, Kinney, Starr) – 6:01
4. Down in a Hole (Cantrell) – 5:38
5. Sickman (Cantrell, Staley) – 5:29
6. Rooster (Cantrell) – 6:15
7. Junkhead (Cantrell, Staley) – 5:09
8. Dirt (Cantrell, Staley) – 5:16
9. God Smack (Cantrell, Staley) – 3:50
10. Iron Gland (non crédité) (Cantrell) – 0:43
11. Hate to Feel (Staley) – 5:16
12. Angry Chair (Staley) – 4:47
13. Would? (Cantrell) – 3:28

### Outtakes
Les chansons suivantes ont été écrites et enregistrées pour Dirt, mais ne figurant pas dans la version finale de l'album :
- Fear the Voices : qui apparaît sur la compilation Music Bank en 1999 et sorti en single[49]
- Lying Season : qui apparaît sur la compilation Music Bank en 1999[49]

## Personnel

### Composition du groupe pour l'enregistrement
- Jerry Cantrell : guitares, chant, chœurs.
- Layne Staley : chant, guitare rythmique occasionnellement.
- Sean Kinney : batterie, percussions.
- Mike Starr : guitare basse.

### Invité spécial
- Tom Araya de Slayer : hurlements sur Iron Gland.

### Techniciens de production
- Production : Dave Jerden et Alice in Chains, sauf Would? par Rick Parashar et Alice in Chains
- Ingénieur du son : Bryan Carlstrom, assisté par Annette Cisneros (Eldorado Recording Studios) et Ulrich Wild (One on One[réf. souhaitée])
- Mixage : Dave Jerden assisté par Annette Cisneros (Eldorado Recording Studios)
- Mastering : Steve Hall et Eddy Schreyer
- Artwork : Marie Maurer (direction artistique et effets visuels), Doug Erb (conception), David Coleman (logotype du groupe) et Layne Staley (logotype de soleil et icônes)
- Photographie: Rocky Schenck

## Classements hebdomadaires et certifications
Charts album
| Pays                       | Durée du classement | Meilleur classement (1992/2022) |
| -------------------------- | ------------------- | ------------------------------- |
| Allemagne                  | 24 semaines         | 25e                             |
| Australie                  | 20 semaines         | 13e                             |
| Autriche                   | 1 semaine           | 62e                             |
| Belgique Région flamande   | 2 semaines          | 55e                             |
| Belgique Wallonie          | 1 semaine           | 23e                             |
| Canada                     | 23 semaines         | 25e                             |
| Danemark                   | 1 semaine           | 27e                             |
| Écosse                     | 2 semaines          | 7e                              |
| Espagne                    | 1 semaine           | 17e                             |
| États-Unis                 | 103 semaines        | 6e                              |
| Finlande                   | 1 semaine           | 24e                             |
| Irlande                    | 1 semaine           | 28e                             |
| Italie                     | 1 semaine           | 40e                             |
| Norvège                    | 5 semaines          | 15e                             |
| Nouvelle-Zélande           | 13 semaines         | 5e                              |
| Pays-Bas                   | 35 semaines         | 17e                             |
| Portugal                   | 1 semaine           | 11e                             |
| Royaume-Uni                | 14 semaines         | 36e                             |
| Royaume-Uni (Rock & Metal) | 3 semaines          | 1er                             |
| Suède                      | 11 semaines         | 11e                             |
| Suisse                     | 1 semaine           | 24e                             |

Certifications
| Pays        | Certification | Ventes      | Date       |
| ----------- | ------------- | ----------- | ---------- |
| Australie   | Or            | 35 000 +    | 1993       |
| Canada      | Platine       | 100 000 +   | 21/04/1993 |
| États-Unis  | 5 × Platine   | 5 000 000 + | 05/08/2022 |
| Royaume-Uni | Or            | 100 000 +   | 01/01/1995 |

### Singles
| Année          | Single            | Chart                  | Position |
| -------------- | ----------------- | ---------------------- | -------- |
| 1992           | Would?            | Mainstream Rock Tracks | 31e      |
| 1992           | Them Bones        | Rock Tracks            | 24e      |
| 1992           | Them Bones        | Alternative Songs      | 30e      |
| 1993           | Would?            | UK Singles Chart       | 19e      |
| Mega Top 50    | Would?            | 33e                    |          |
| Them Bones     | UK Singles Chart  | 26e                    |          |
| Angry Chair    | Rock Tracks       | 34e                    |          |
| Angry Chair    | Alternative Songs | 27e                    |          |
| Angry Chair    | UK Singles Chart  | 33e                    |          |
| Rooster        | Rock Tracks       | 7e                     |          |
| Down in a Hole | Rock Tracks       | 10e                    |          |
| Down in a Hole | UK Singles Chart  | 33e                    |          |